# System of a Downs diskografi
System of a Down är ett amerikanskt alternativt metalband från Hollywood, Kalifornien, grundat 1994. Bandet består av sångaren Serj Tankian, gitarristen Daron Malakian, basisten Shavo Odadjian och trumslagaren John Dolmayan. System of a Down har hittills släppt fem studioalbum, arton singlar och fjorton musikvideor, där deras självbetitlade debutalbum släpptes 1998. Detta album nådde som bäst plats 48 på den australiensiska topplistan och har sedan dess uppnått platinastatus i USA. 
Bandets genombrott kom 2001 med deras andra studioalbum, Toxicity. Detta album nådde plats 1 i både USA och Kanada samt att det gick in på topp 10 på flera andra länders topplistor. Året efter framgångarna med Toxicity släpptes Steal This Album!, som inte nådde samma placeringar på topplistorna som föregångaren men som trots detta har uppnått platinastatus i USA. 2005 släppte System of a Down både sitt fjärde och femte studioalbum, med titlarna Mezmerize och Hypnotize. Båda albumen rönte stora framgångar och Mezmerize nådde topp 10 på flera topplistor världen över. 
System of a Down gjorde ett uppehåll med start den 13 augusti 2006 och under några år framöver arbetade bandmedlemmarna med olika sidoprojekt. Den 29 november 2010 meddelades det att System of a Down hade återförenats och den 10 maj 2011 hölls den första konserten på närmare fem år. Den 6 november 2020 släppte System of a Down två låtar, vilket var det första nya materialet på 15 år. Sedan sin debut har System of a Down sålt över 40 miljoner kopior världen över.

## Album

### Studioalbum
| År                                                    | Albuminformation | Högsta listplaceringar | Högsta listplaceringar | Högsta listplaceringar | Högsta listplaceringar | Högsta listplaceringar | Högsta listplaceringar | Högsta listplaceringar | Högsta listplaceringar | Högsta listplaceringar | Högsta listplaceringar | Högsta listplaceringar | Högsta listplaceringar | Högsta listplaceringar | Högsta listplaceringar | Högsta listplaceringar | Högsta listplaceringar | Högsta listplaceringar | Högsta listplaceringar | Högsta listplaceringar | Certifikat |
| År                                                    | Albuminformation | AUS                    | BEL                    | DAN                    | FIN                    | FRA                    | IRL                    | ITA                    | KAN                    | NL                     | NOR                    | NZ                     | POR                    | SCH                    | SPA                    | SVE                    | TYS                    | UK                     | USA                    | ÖST                    | Certifikat |
| ----------------------------------------------------- | --- | ---------------------- | ---------------------- | ---------------------- | ---------------------- | ---------------------- | ---------------------- | ---------------------- | ---------------------- | ---------------------- | ---------------------- | ---------------------- | ---------------------- | ---------------------- | ---------------------- | ---------------------- | ---------------------- | ---------------------- | ---------------------- | ---------------------- | --- |
| 1998                                                  | System of a Down - Släppt: 30 juni 1998 - Skivbolag: Columbia (COL 4912092) - Format: CD, LP, kassettband, digital nedladdning                    | 48                     | —                      | —                      | —                      | —                      | —                      | —                      | —                      | 68                     | —                      | —                      | —                      | —                      | —                      | —                      | —                      | 103                    | 124                    | —                      | - USA: Platina - Italien: Guld - Kanada: Guld - Storbritannien: Guld |
| 2001                                                  | Toxicity - Släppt: 4 septembre 2001 - Skivbolag: American Recordings, Columbia (COL 5015342) - Format: CD, LP, kassettband, digital nedladdning   | 6                      | 8                      | 31                     | 8                      | 23                     | 17                     | —                      | 1                      | 17                     | —                      | 7                      | —                      | 31                     | —                      | 47                     | 23                     | 13                     | 1                      | 16                     | - Australien: 3× platina - USA: 3× platina - Kanada: 2× platina - Storbritannien: 2× platina - Italien: Platina - Nya Zeeland: Platina - Belgien: Guld - Brasilien: Guld - Schweiz: Guld - Tyskland: Guld - Österrike: Guld                         |
| 2002                                                  | Steal This Album! - Släppt: 26 november 2002 - Skivbolag: Columbia (#52510248) - Format: CD, LP, digital nedladdning                              | 11                     | 38                     | —                      | 25                     | 34                     | 47                     | —                      | —                      | 41                     | 36                     | 26                     | —                      | 25                     | —                      | 41                     | 14                     | 56                     | 15                     | 24                     | - USA: Platina - Australien: Guld - Finland: Guld - Storbritannien: Guld |
| 2005                                                  | Mezmerize - Släppt: 17 maj 2005 - Skivbolag: Columbia (COL 5190002) - Format: CD, LP, kassettband, digital nedladdning                            | 1                      | 4                      | 3                      | 2                      | 1                      | 2                      | 4                      | 1                      | 5                      | 2                      | 1                      | 9                      | 1                      | 12                     | 1                      | 1                      | 2                      | 1                      | 1                      | - Kanada: 3× platina - Australien: Platina - Finland: Platina - Irland: Platina - Nya Zeeland: Platina - USA: Platina - Brasilien: Guld - Frankrike: Guld - Italien: Guld - Schweiz: Guld - Storbritannien: Guld - Tyskland: Guld - Österrike: Guld |
| 2005                                                  | Hypnotize - Släppt: 22 november 2005 - Skivbolag: American Recordings, Columbia (#82876726112) - Format: CD, LP, kassettband, digital nedladdning | 3                      | 13                     | 11                     | 1                      | 4                      | 10                     | 10                     | 1                      | 15                     | 4                      | 1                      | 15                     | 4                      | 26                     | 3                      | 4                      | 11                     | 1                      | 3                      | - Finland: Platina - Irland: Platina - Nya Zeeland: Platina - USA: Platina - Australien: Guld - Schweiz: Guld - Storbritannien: Guld - Tyskland: Guld - Österrike: Guld                                                                             |
| "—" betecknar att albumet inte tog sig upp på listan. | |                        |                        |                        |                        |                        |                        |                        |                        |                        |                        |                        |                        |                        |                        |                        |                        |                        |                        |                        | |

### Samlingsalbum
| År   | Albuminformation |
| ---- | --- |
| 2008 | System of a Down/Steal This Album! - Släppt: 14 april 2008 - Skivbolag: Sony BMG (#88697283052) - Format: Dubbel-CD |

## Samlingsboxar
| År   | Boxinformation | Certifikat           |
| ---- | --- | -------------------- |
| 2011 | System of a Down - Släppt: 10 juni 2011 - Skivbolag: Sony Music, American Recordings, Columbia (#88697908272) - Format: CD | - Brasilien: Platina |

## EP-skivor
| År   | Albuminformation                                                                                              |
| ---- | --- |
| 1999 | Sugar E.P. - Släppt: 24 maj 1999 - Skivbolag: American Recordings, Columbia (CSK 41991) - Format: CD          |
| 2000 | Limited Edition Tour CD - Släppt: 2000 - Skivbolag: American Recordings, Columbia (CSK 15091) - Format: CD    |
| 2001 | More Toxicity - Släppt: 2001 - Skivbolag: American Recordings, Columbia (SAMPCM 10805) - Format: CD           |
| 2005 | Hypnotize Value Added - Släppt: 2005 - Skivbolag: American Recordings, Columbia (8-2876-75927-2) - Format: CD |

## Singelskivor

### Singlar
| År                                                    | Titel                                  | Högsta listplaceringar | Högsta listplaceringar | Högsta listplaceringar | Högsta listplaceringar | Högsta listplaceringar | Högsta listplaceringar | Högsta listplaceringar | Högsta listplaceringar | Högsta listplaceringar | Högsta listplaceringar | Högsta listplaceringar | Högsta listplaceringar | Högsta listplaceringar | Högsta listplaceringar | Högsta listplaceringar | Certifikat                                                               | Album            |
| År                                                    | Titel                                  | AUS                    | BEL                    | DAN                    | FIN                    | FRA                    | KAN                    | NL                     | NZ                     | SCH                    | TYS                    | UK                     | USA                    | USA                    | USA                    | ÖST                    | Certifikat                                                               | Album            |
| ----------------------------------------------------- | -------------------------------------- | ---------------------- | ---------------------- | ---------------------- | ---------------------- | ---------------------- | ---------------------- | ---------------------- | ---------------------- | ---------------------- | ---------------------- | ---------------------- | ---------------------- | ---------------------- | ---------------------- | ---------------------- | ------------------------------------------------------------------------ | ---------------- |
| 1998                                                  | "Sugar"                                | —                      | —                      | —                      | —                      | —                      | —                      | —                      | —                      | —                      | —                      | 136                    | 31                     | —                      | 28                     | —                      |                                                                          | System of a Down |
| 2001                                                  | "Chop Suey!"                           | 14                     | 18                     | —                      | —                      | —                      | 21                     | 25                     | —                      | —                      | —                      | 17                     | 7                      | 76                     | 12                     | —                      | - Italien: Platina - Australien: Guld - Storbritannien: Guld - USA: Guld | Toxicity         |
| 2002                                                  | "Toxicity"                             | 39                     | 10                     | —                      | —                      | —                      | —                      | 75                     | —                      | 90                     | 88                     | 25                     | 3                      | 70                     | 10                     | —                      | - Italien: Platina - Storbritannien: Silver                              | Toxicity         |
| 2002                                                  | "Aerials"                              | 36                     | —                      | —                      | —                      | —                      | —                      | —                      | —                      | —                      | 80                     | 34                     | 1                      | 55                     | 1                      | —                      |                                                                          | Toxicity         |
| 2005                                                  | "B.Y.O.B."                             | 42                     | —                      | —                      | —                      | —                      | —                      | —                      | —                      | —                      | —                      | 26                     | 4                      | 27                     | 4                      | —                      | - USA: Platina - Italien: Guld                                           | Mezmerize        |
| 2005                                                  | "Question!"                            | —                      | —                      | —                      | —                      | —                      | —                      | —                      | —                      | —                      | —                      | 41                     | 9                      | 102                    | 7                      | —                      |                                                                          | Mezmerize        |
| 2005                                                  | "Hypnotize"                            | —                      | —                      | —                      | 4                      | —                      | —                      | 31                     | —                      | —                      | 83                     | 48                     | 1                      | 57                     | 5                      | —                      | - USA: Guld                                                              | Hypnotize        |
| 2006                                                  | "Lonely Day"                           | 37                     | —                      | 20                     | 16                     | 84                     | —                      | —                      | 17                     | 72                     | 46                     | —                      | 10                     | 123                    | 12                     | 62                     | - Italien: Guld                                                          | Hypnotize        |
| 2020                                                  | "Protect the Land/Genocidal Humanoidz" | —                      | —                      | —                      | —                      | —                      | —                      | —                      | —                      | —                      | —                      | —                      | —                      | —                      | 24                     | —                      |                                                                          |                  |
| "—" betecknar att singeln inte tog sig upp på listan. |                                        |                        |                        |                        |                        |                        |                        |                        |                        |                        |                        |                        |                        |                        |                        |                        |                                                                          |                  |

### Radio-, promo- och samplersinglar
| År                                                    | Titel                   | Högsta listplaceringar | Högsta listplaceringar | Högsta listplaceringar | Högsta listplaceringar | Album             |
| År                                                    | Titel                   | UK                     | USA                    | USA                    | USA                    | Album             |
| ----------------------------------------------------- | ----------------------- | ---------------------- | ---------------------- | ---------------------- | ---------------------- | ----------------- |
| 1998                                                  | "Suite-Pee"             | 136                    | 31                     | —                      | 28                     | System of a Down  |
| 1999                                                  | "Spiders"               | —                      | 38                     | —                      | 25                     | System of a Down  |
| 2001                                                  | "Prison Song"/"X"       | —                      | —                      | —                      | —                      | Toxicity          |
| 2001                                                  | "Johnny"                | —                      | —                      | —                      | —                      | Toxicity          |
| 2002                                                  | "Innervision"           | —                      | 12                     | 107                    | 14                     | Steal This Album! |
| 2005                                                  | "Cigaro"                | —                      | 29                     | —                      | 34                     | Mezmerize         |
| 2005                                                  | "Violent Pornography"   | —                      | —                      | —                      | —                      | Mezmerize         |
| 2006                                                  | "Kill Rock 'n Roll"     | —                      | —                      | —                      | 38                     | Hypnotize         |
| 2006                                                  | "Vicinity of Obscenity" | —                      | —                      | —                      | —                      | Hypnotize         |
| "—" betecknar att singeln inte tog sig upp på listan. |                         |                        |                        |                        |                        |                   |

## Musikvideor
| År   | Titel                 | Regissör(er)                             |
| ---- | --------------------- | ---------------------------------------- |
| 1998 | "Sugar"               | Nathan "Karma" Cox                       |
| 1998 | "War?"                | Deaton Flanigen eller Nathan "Karma" Cox |
| 1999 | "Spiders"             | Charlie Deaux                            |
| 2000 | "Metro"               | —                                        |
| 2001 | "Chop Suey!"          | Marcos Siega                             |
| 2002 | "Toxicity"            | Shavo Odadjian och Marcos Siega          |
| 2002 | "Aerials"             | Shavo Odadjian och David Slade           |
| 2003 | "Boom!"               | Michael Moore                            |
| 2005 | "B.Y.O.B."            | Jake Nava                                |
| 2005 | "Question!"           | Shavo Odadjian och Howard Greenhalgh     |
| 2005 | "Hypnotize"           | Shavo Odadjian                           |
| 2006 | "Lonely Day"          | Josh & Xander                            |
| 2020 | "Protect the Land"    | Shavo Odadjian och Ara Soudjian          |
| 2021 | "Genocidal Humanoidz" | Shavo Odadjian och Adam Mason            |

## Soundtracks
| År   | Titel                                                     | Verk                                                      |
| ---- | --------------------------------------------------------- | --------------------------------------------------------- |
| 1997 | "P.L.U.C.K."                                              | April 24 (album)                                          |
| 1998 | "Will They Die 4 You" (med Mase, Puff Daddy och Lil' Kim) | Chef Aid: The South Park Album (album)                    |
| 1998 | "Marmalade"                                               | Strangeland (film)                                        |
| 2000 | "Storaged"                                                | Heavy Metal 2000 (film)                                   |
| 2000 | "Snowblind"                                               | Nativity in Black II: A Tribute to Black Sabbath (album)  |
| 2000 | "Shame"                                                   | Loud Rocks (album)                                        |
| 2000 | "Metro"                                                   | Dracula 2000 (film)                                       |
| 2002 | "Needles" (liveversion)                                   | Ozzfest 2002 Live Album (album)                           |
| 2002 | "Chop Suey!" (liveversion)                                | Pledge of Allegiance Tour: Live Concert Recording (album) |
| 2002 | "Bounce" (liveversion)                                    | Pledge of Allegiance Tour: Live Concert Recording (album) |
| 2002 | "Toxicity" (liveversion)                                  | Pledge of Allegiance Tour: Live Concert Recording (album) |
| 2006 | "China Girl"                                              | Screamers (film)                                          |

## Demoutgivningar

### Obetitlad demokassett av Soil (1995)
Denna demoutgivning visades i ett kort filmklipp i dokumentären Truth to Power. Det är en av få utgivningar som bandet gav ut under namnet Soil.

### Obetitlad demokassett av System of a Down (1995)
| Låtnummer | Titel       | Längd |
| --------- | ----------- | ----- |
| 1         | "P.I.G."    | 4:08  |
| 2         | "Flake"     | 2:59  |
| 3         | "The Metro" | 2:49  |

### Demokassett 1 (1995)
Sida A
| Låtnummer | Titel      | Längd |
| --------- | ---------- | ----- |
| 1         | "Sugar"    | 2:56  |
| 2         | "Suitepee" | 2:48  |

Sida B
| Låtnummer | Titel        | Längd |
| --------- | ------------ | ----- |
| 3         | "DAM"        | 2:39  |
| 4         | "P.L.U.C.K." | 5:34  |

### Demokassett 2 (1996)
| Låtnummer | Titel    | Längd |
| --------- | -------- | ----- |
| 1         | "Honey"  | 2:34  |
| 2         | "Temper" | 2:57  |
| 3         | "Soil"   | 3:04  |

### Demokassett 3 (promokassett) (1996)
| Låtnummer | Titel      |
| --------- | ---------- |
| 1         | "Know"     |
| 2         | "War"      |
| 3         | "Peephole" |
| 4         | "Ginger"   |

### Demokassett 3 (1997)
| Låtnummer | Titel       | Längd |
| --------- | ----------- | ----- |
| 1         | "Know"      | 3:01  |
| 2         | "War?"      | 2:44  |
| 3         | "Peep-Hole" | 3:33  |

### Demokassett 4 (1997)
Sida A
| Låtnummer | Titel       | Längd |
| --------- | ----------- | ----- |
| 1         | "Q-Bert"    | 1:50  |
| 2         | "Marmalade" | 3:18  |
| 3         | "DDevil"    | 1:47  |
| 4         | "Slow"      | 3:49  |
| 5         | "36"        | 0:51  |
| 6         | "Friik"     | 2:48  |
| 7         | "Mind"      | 6:20  |

Sida B
| Låtnummer | Titel       | Längd |
| --------- | ----------- | ----- |
| 8         | "Suite-Pee" | 2:35  |
| 9         | "Blue"      | 4:11  |
| 10        | "Darts"     | 2:39  |
| 11        | "Storaged"  | 1:27  |
| 12        | "Sugar"     | 2:34  |
| 13        | "Metro"     | 3:03  |